# Группа армий «Д»
Группа армий «Д» (нем. Heeresgruppe D) — одна из групп армий вермахта во время Второй мировой войны.

## Создание группы. Оккупационная служба 1940—1944
Группа армий «Д» сформирована 26 октября 1940 года во Франции при разделении командования
группы армий «Ц» и группы армий «А». С 15 апреля 1941 года группа армий «Д» начала именоваться как Главнокомандование «Запада» (нем. Oberbefehlshaber «West»). Главной задачей группы армий было осуществление оккупационных функций во Франции, Бельгии, Голландии.
В августе 1942 года подразделения группы армий отразили попытку союзников захватить порт Дьеп. В течение 1942—1944 годов, войска группы совместно с организацией «Тодта» принимали участие в создании «Атлантического вала». В ноябре 1942 года войска группы армий «Д» провели операцию по занятию территории вишистской Франции. Начиная с конца 1943 года, подразделения группы армий принимают активное участие в борьбе с Сопротивлением.

## Западный фронт1944—1945
На протяжении первой половины 1944 года командованию группы армий «Д» были подчинены войска группы армий «Б» и группы армий «Г», а в конце года еще и группы армий «Х». С 10 сентября 1944 года группу начали именовать исключительно как Главное командование «Запада». С момента высадки союзников в Нормандии, а в дальнейшем и на южном побережье Франции, вела оборонительные бои с постепенным отступлением к границам Германии. Фактически командование осуществляло руководство всеми германскими войсками на Западном фронте. 25 марта 1945 года она была переименована в Главнокомандование «Юг». 22 апреля 1945 года, после капитуляции немецких войск в Северной Италии взяла на себя линию обороны по всей территории Южной Германии. Капитулировала 6 мая 1945.

## Боевой состав группы армий «Д»
Ноябрь 1940
- штаб группы армий «Д»
- 603-й батальон связи группы армий «Д»
- 1-я армия — командующий генерал-полковник Йоханнес Бласковиц
- 7-я армия — командующий генерал-полковник Фридрих Дольман
- 6-я армия — командующий генерал-фельдмаршал Вальтер фон Рейхенау

Май 1941 — Август 1943
- штаб группы армий «Д»
- 603-й батальон связи группы армий «Д»
- 1-я армия — командующий генерал-полковник Йоханнес Бласковиц
- 7-я армия — командующий генерал-полковник Фридрих Дольман
- 15-я армия — командующий генерал-полковник Генрих фон Фитингоф-Шеель

Май 1944
- штаб группы армий «Д»
- 603-й батальон связи группы армий «Д»
- группа армий «B» — командующий генерал-фельдмаршал Эрвин Роммель
- группа армий «G» — командующий генерал-полковник Йоханнес Бласковиц
- танковая группа «Запад» — командующий генерал танковых войск Гейер фон Швеппенбург

Декабрь 1944
- штаб Главного командования «Запад»
- 603-й батальон связи Главного командования «Запад»
- группа армий «B» — командующий генерал-фельдмаршал Вальтер Модель
- группа армий «G» — командующий генерал-полковник Йоханнес Бласковиц
- группа армий «H» — командующий генерал-полковник Курт Штудент
- 6-я танковая армия СС — командующий генерал-полковник войск СС Оберстгруппенфюрер Йозеф Дитрих

Май 1945
- штаб Главного командования «Юг»
- 603-й батальон связи Главного командования «Юг»
- группа армий «G» — командующий генерал от инфантерии Фридрих Шульц
- 11-я армия — командующий генерал от артиллерии Вальтер Лухт
- 19-я армия — командующий генерал от инфантерии Эрих Бранденбургер
- 24-я армия — командующий генерал от инфантерии Рудольф Шмидт

## Командующие группой армий
- генерал-фельдмаршал Эрвин фон Вицлебен (26.10.1940 — 15.03.1942)
- генерал-фельдмаршал Герд фон Рундштедт (15.03.1942 — 02.07.1944)
- генерал-фельдмаршал Ганс фон Клюге (02.07.1944 — 15.08.1944)
- генерал-фельдмаршал Герд фон Рундштедт (15.08.1944 — 11.03.1945)
- генерал-фельдмаршал Альберт Кессельринг (11.03.1945 — 06.05.1945)